# الداء الهيموسيدريني الرئوي مجهول السبب
الداء الهيموسيدريني الرئوي مجهول السبب هو مرض رئوي مجهول السبب يتميز بالنزف الشعري السنخي وتراكم الهيموسيدرين في الرئتين. يعتبر الداء الهيموسيدريني الرئوي مجهول السبب من الأمراض النادرة وتقدر نسبة حدوثه بين 0.24 – 1.23 حالة بين كل مليون شخص.

## الفيزيولوجيا المرضية
بحكم تعريفه لا يوجد للداء الهيموسيدريني سبب معروف، ويعتقد أنه مرض مناعي يحدث نتيجة تراكم الحديد في الرئة بعد النزف والذي يسبب في حد ذاته ضررًا إضافيًا للرئة، وفي الوقت نفسه لا يوجد ما يكفي من الحديد لتخزينه في جزيئات الهيموغلوبين داخل خلايا الدم الحمراء التي تحمل الأكسجين إلى أنسجة الجسم للتنفس الخلوي.
يمكن أن يحدث الداء الهيموسيدريني الرئوي مجهول السبب إما كمرض رئوي أولي أو نتيجة ثانوية لداء رئوي أو قلبي وعائي أو جهاز مناعي، ويقسم الداء الهيموسيدريني الرئوي مجهول السبب إلى ثلاثة أنواع:
- داء هيموسيدريني يتضمن أجسام مضادة منتشرة.
- داء هيموسيدريني يشتمل على معقدات مناعية مثل الذئبة الحمامية الجهازية.
- داء هيموسيدريني لا يوجد فيه أي تورط مثبت للجهاز المناعي.

بالإضافة لذلك توجد مجموعة فرعية متميزة من مرضى الداء الهيموسيدريني الرئوي لديهم حساسية مفرطة لحليب البقر ما يؤدي إلى تكوين أجسام مضادة عندهم ضد الغشاء القاعدي للخلايا الرئوية، وهو ما يعرف بمتلازمة هاينر، وتكون آلية النزف فيها مشابهة لتلك الموجودة في متلازمة غودباستر.

### أمراض وحالات مشابهة
توجد العديد من المشاكل الرئوية التي يبدو أنها تحاكي الداء الهيموسيدريني، ولكنها لا تشمل بالضرورة ترسب الحديد ضمن نسيج الرئة، إذ يعتبر ترسب الحديد في الرئتين الذي يحدث في الداء الهيموسيدريني السمة المميزة لهذا المرض، وقد تحدث هذه الحالات الأخرى بشكل مشتقل أو جنبًا إلى جنب مع الداء الهيموسيدريني الرئوي.

## التشخيص
يتظاهر الداء الهيموسيدريني الرئوي مجهول السبب سريريًا بثلاثة أعراض هي نفث الدم، وانتشار التهابي على الصورة الشعاعية للصدر، وفقر دم ناجم عن نقص الحديد. يبلغ العمر المتوسط للتشخيص 4.5 سنة، وهو أكثر شيوعًا عند الإناث، ويبدو أن المسار السريري للداء الهيموسيدريني الرئوي متغير للغاية، ورغم العلاج يعاني معظم المرضى من نوبات نزف رئوي، وقد تحدث الوفاة فجأة نتيجة النزف الرئوي الحاد أو بعد قصور رئوي تدريجي يؤدي إلى فشل تنفسي مزمن.

## العلاج
تعتبر الستيروئيدات القشرية الدعامة الأساسية لعلاج الداء الهيموسيدريني الرئوي مجهول السبب على الرغم من أنها مثيرة للجدل وتفتقر إلى دليل واضح يدعمها. يُعتقد أن السيتروئيدات تقلل من معدل النزف، بينما تشير دراسات أخرى إلى أنه ليس لها أي تأثير على مسار أو تشخيص هذا المرض، وفي كلتا الحالتين للعلاج بالستيروئيدات تأثيرات جانبية كبيرة. أجريت تجارب صغيرة لاستخدام أدوية أخرى، ولكن لم يظهر أي منها نتائج بحيث يمكن اعتباره دواء معياري للعلاج. يتضمن ذلك أدوية معدلة للمناعة مثل هيدروكسي كلوروكوين وأزاثيوبرين وسيكلوفوسفاميد. أجريت تجارب على عقار ميركابتوبورين كعلاج طويل الأمد قد يمنع النزف الرئوي.

## الإنذار
قد تحدث الوفاة بسرعة نتيجة نزف رئوي حاد يستمر لفترة طويلة نتيجة استمرار القصور الرئوي وقصر القلب الأيمن. كان معدل بقاء المرضى 2.5 سنة بعد التشخيص، ولكن في وقتنا الحالي 86% قد يعيشون لأكثر من خمس سنوات.

## تاريخ
وصف رودولف فيرشو الحالة لأول مرة الداء الهيموسيدريني الرئوي بأنها تصلب رئوي دموي في عام 1864 في المرضى بعد وفاتهم، وشخص أول مريض على قيد الحياة من قبل جان فالدنستروم في عام 1944.